# Alma Zadić
Alma Zadić (ur. 24 maja 1984 w Tuzli) – austriacka polityk i prawniczka pochodzenia bośniackiego, posłanka do Rady Narodowej, w latach 2020–2025 minister sprawiedliwości.

## Życiorys
Gdy miała dziesięć lat, opuściła z rodzicami Bośnię i Hercegowinę w trakcie trwających tam działań wojennych; jej rodzina osiedliła się w Austrii. Alma Zadić ukończyła szkołę średnią w Wiedniu, a w 2007 studia prawnicze na Uniwersytecie Wiedeńskim. W 2017 doktoryzowała się na tej samej uczelni. W 2010 została absolwentką prawa (LLM) na Uniwersytecie Columbia w Nowym Jorku. Pracowała na nowojorskiej uczelni, a także w Międzynarodowej Organizacji ds. Migracji. W latach 2011–2017 praktykowała jako adwokat w międzynarodowej firmie prawniczej Freshfields Bruckhaus Deringer, specjalizując się w rozwiązywaniu konfliktów. Od 2015 zajmowała w niej stanowisko starszego prawnika.
W 2017 dołączyła do Listy Petera Pilza. Z ramienia tego ugrupowania uzyskała wówczas mandat deputowanej do Rady Narodowej XXVI kadencji. W 2019 przeszła do Zielonych – Zielonej Alternatywy, z powodzeniem ubiegając się w tymże roku z listy tej partii o poselską reelekcję. Do niższej izby austriackiego parlamentu została wybrana również w 2024.
W styczniu 2020 została powołana na stanowisko ministra sprawiedliwości w drugim rządzie Sebastiana Kurza. Pozostała na dotychczasowej funkcji w październiku 2021, gdy nowym kanclerzem został Alexander Schallenberg, a także w grudniu 2021, gdy na czele gabinetu stanął Karl Nehammer. Zakończyła urzędowanie w marcu 2025.